# Pedro Albéniz
Pedro Albéniz y Basanta (14. dubna 1795 Logroño La Rioja (Španělsko) – 12. dubna 1855 Madrid) byl španělský klavírista a hudební skladatel.

## Život
Narodil se v Logroñu, v provincii La Rioja. Jeho otec, Mateo Albéniz, byl chrámovým hudebníkem a poskytl mu základní hudební vzdělání. Ve studiu pokračoval v Paříži, kde mimo jiných hudebních pedagogů mu poskytl cenné rady i skladatel Gioacchino Rossini. Zazářil jako vynikající klavírista, ale dráhu koncertního umělce později opustil a cele se věnoval pedagogické činnosti.
Po návratu do Španělska se v roce 1830 stal varhaníkem v kostele Santa María v San Sebastiánu. Později odešel do Madridu a v roce 1839 se stal varhaníkem v Královské kapli, pedagogem madridské konzevatoře a osobním učitelem klavíru královny Isabely II. Španělské.
Zemřel v Madridu 12. dubna 1855. Se známým skladatelem Isaacem Albénizem není v žádném příbuzenském vztahu.

## Dílo
Albéniz zkomponoval na 70 převážně klavírních skladeb a několik písní. Jeho nejdůležitějším dílem je Metodika výuky hry na klavír (Madrid, 1840), podle které se na madridské konzervatoři vyučovalo okolo poloviny 19. století.